# 石井忠
石井 忠（いしい ただし、1937年10月28日 - 2016年5月30日）は、漂着物研究者。
福岡県福岡市に生まれる。1960年國學院大学文学部史学科卒業。中学、高等学校教諭、九州産業大学非常勤講師を経て、古賀市立歴史資料館館長。2013年退任。福岡県文化財保護指導員、福岡市文化財保護審議会委員。漂着物学会を設立、会長を勤める。1980年『漂着物の博物誌』で樋口清之賞、1983年日本デザイン会議地域文化デザイン賞、1998年福岡県文化賞受賞。

## 著書
- 『漂着物（ヨリモノ）の博物誌』西日本新聞社 1977
- 『漂着物事典 海からのメッセージ』海鳥社 海鳥ブックス 1986　朝日文庫、1990
  - 『新編漂着物事典 海からのメッセージ』海鳥社 1999
- 『海辺の民俗学』新潮選書 1992
- 『ビーチコーミングをはじめよう 海辺の漂着物さがし』図書出版木星舎 2013

### 編共著
- 『海の標着物展図録 黒潮からのメッセージ』編 宗像ユリックス 1989
- 『福岡を歩く』石滝豊美/河西照勝/後藤瑠美子/野村郁子/福田勉共著 新版 葦書房 2000
- 『漂着物探験 風と潮のローマンス』語り 城戸洋著 みずのわ出版 2004